# جغرافيا بوليفيا
تشمل جغرافية بوليفيا سلسلة جبال الأنديز الشرقية (وتسمى أيضًا كورديليرا أورينتال) التي تقسم بوليفيا تقريبًا من الشمال إلى الجنوب. إلى الشرق من تلك السلسلة الجبلية توجد سهول منخفضة لحوض الأمازون، وإلى الغرب توجد ألتيبلانو وهي هضبة مرتفعة تقع فيها بحيرة تيتيكاكا. تتميز جغرافية بوليفيا بسمات مشابهة لتلك الموجودة في بيرو المتاخمة للحدود الشمالية الغربية لبوليفيا، تنقسم بيرو من الشمال إلى الجنوب عن طريق جبال الأنديز الشرقية، ويتشارك هذان البلدان في بحيرة تيتيكاكا وهي أعلى بحيرة صالحة للملاحة على وجه الأرض. على عكس بيرو، فإن بوليفيا هي واحدة من البلدين غير الساحليين في أمريكا الجنوبية، والآخر هو باراغواي التي تقع على طول الحدود الجنوبية الشرقية لبوليفيا.

## ملخص

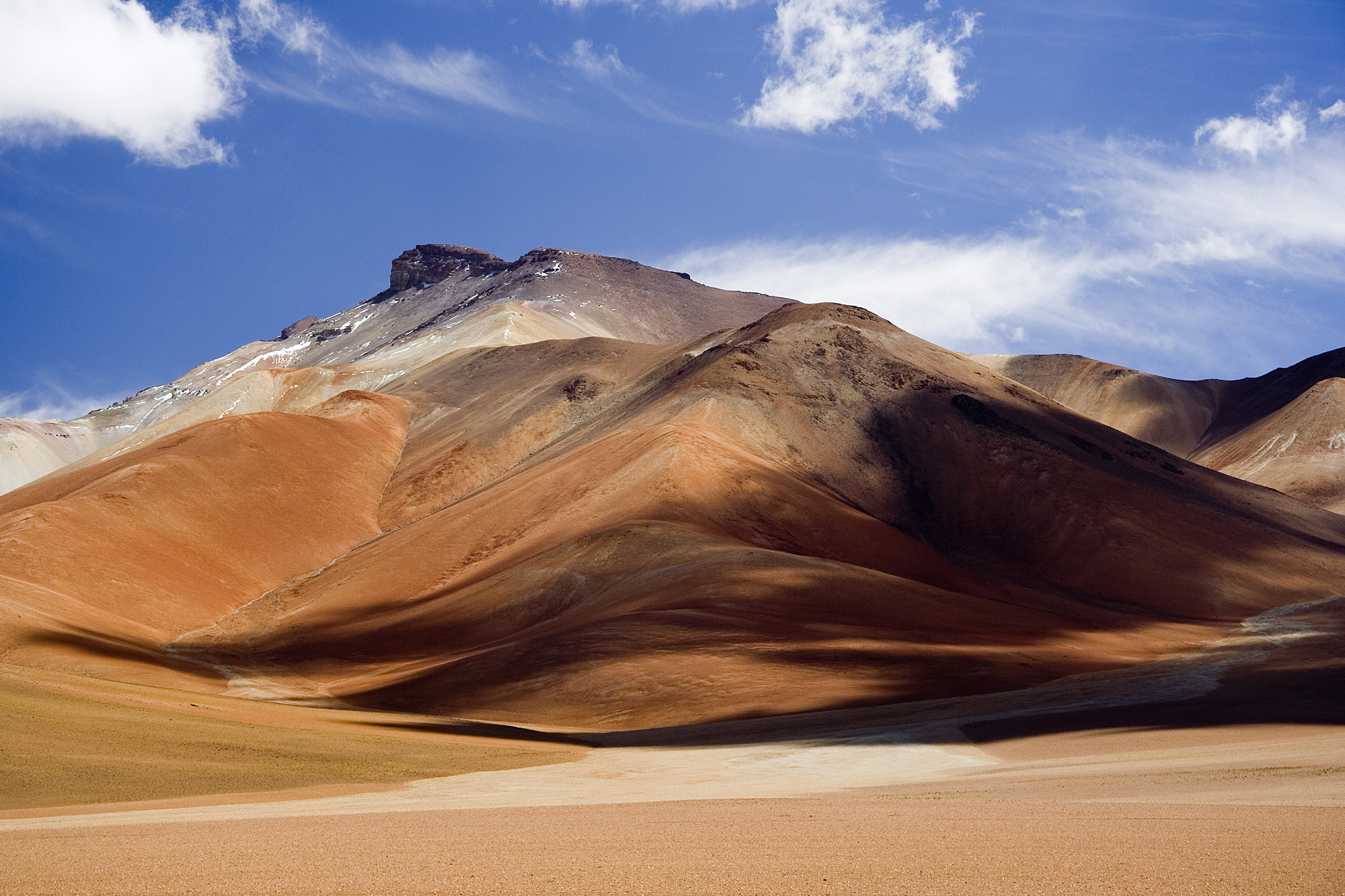
ألتيبلانو بوليفيانو

الميزة الأبرز في ألتيبلانو هي البحيرة الكبيرة في نهايتها الشمالية، بحيرة تيتيكاكا. على ارتفاع 3811 م (12503 قدم) فوق مستوى سطح البحر. تبلغ مساحتها 9،064 كيلومتر مربع (3500 ميل مربع)، وهي أكبر من بورتوريكو وهي ثاني أكبر بحيرة في أمريكا الجنوبية من حيث المساحة. بحيرة تيتيكاكا عميقة أيضًا، حيث يبلغ عمقها حوالي 370 مترًا (1214 قدمًا) بمتوسط عمق 215 مترًا (705 قدمًا)، حجم الماء كبير بما يكفي للحفاظ على درجة حرارة ثابتة تبلغ 10 درجات مئوية (50 درجة فهرنهايت). تعمل البحيرة في الواقع على تعديل المناخ لمسافة كبيرة حولها ، مما يجعل زراعة محاصيل الذرة والقمح ممكنة في المناطق المحمية.
تصب بحيرة تيتيكاكا جنوبًا عبر نهر ديساجواديرو البطيء الحركة والمليء بالقصب إلى بحيرة بوبو. على عكس بحيرة تيتيكاكا المياه العذبة ، فإن بحيرة بوبو مالحة وضحلة ، ونادرًا ما يزيد عمقها عن 4 أمتار (13 قدمًا).
في غرب بوليفيا، كورديليرا أوكسيدنتال عبارة عن سلسلة من البراكين الخامدة و سولفاتاراس، وهي فتحات بركانية تنبعث منها غازات كبريتية. تقع نيفادو ساخاما المكسوة بالثلوج (أعلى قمة في بوليفيا) على ارتفاع 6542 مترًا (21463 قدمًا). هنا كورديليرا بأكملها من أصل بركاني وامتداد للمنطقة البركانية الموجودة في جنوب بيرو. يبلغ ارتفاع معظم الجزء الشمالي من هذا النطاق حوالي 4000 م (13123 قدمًا)، الجزء الجنوبي أقل إلى حد ما. هطول الأمطار، على الرغم من شحتها في كل مكان، يكون أكبر في النصف الشمالي، حيث الأرض مغطاة بنباتات فرك. لا تتلقى المنطقة الجنوبية أي هطول تقريبًا، وتتكون المناظر الطبيعية في الغالب من صخور جرداء. جميع مناطق كورديليرا أوكسيدنتال قليلة السكان، والجنوب غير مأهول تقريبًا.
تتكون ألتيبلانو، الهضبة المرتفعة الواقعة بين النطاق السابق ، وكورديليرا أورينتال، من أربعة أحواض رئيسية تكونت من نتوءات جبلية تمتد شرقًا من كورديليرا أوكسيدنتال في منتصف الطريق تقريبًا إلى كورديليرا أورينتال. على طول الجانب الشرقي من ألتيبلانو توجد منطقة مسطحة مستمرة، والتي كانت بمثابة ممر النقل الرئيسي بين الشمال والجنوب في بوليفيا منذ العصور الاستعمارية. كان ألتيبلانو بأكمله في الأصل صدعًا عميقًا بين كورديليرا تم ملؤه تدريجيًا بحطام رسوبي مسامي للغاية تم غسله من القمم. يفسر هذا الأصل الرسوبي انحداره التدريجي من الشمال إلى الجنوب، أدت زيادة هطول الأمطار في الشمال إلى زيادة كمية الحطام على أرضية المنصة.
يتناقص هطول الأمطار في ألتيبلانو باتجاه الجنوب، وتنمو النباتات المتساقطة بشكل أكثر تناثرًا، مما يفسح المجال في النهاية للصخور القاحلة والطين الأحمر الجاف.  تحتوي الأرض على العديد من المسطحات الملحية ، وبقايا البحيرات القديمة المجففة. أكبرها وأكبر تركيز للملح في العالم هو أويوني سالتبان، الذي يغطي أكثر من 9000 كيلومتر مربع. يبلغ عمق الملح أكثر من خمسة أمتار في وسط هذه الشقة. في موسم الجفاف، يمكن عبور قاع البحيرة بواسطة شاحنات ثقيلة. بالقرب من الحدود الأرجنتينية، ترتفع أرضية ألتيبلانو مرة أخرى، مما يخلق تلالًا وبراكين تمتد عبر الفجوة بين كورديليراس الشرقية والغربية لجبال الأنديز.
يدخل كورديليرا أورينتال الأقدم بكثير إلى بوليفيا على الجانب الشمالي من بحيرة تيتيكاكا، ويمتد باتجاه الجنوب الشرقي إلى ما يقرب من 17 دائرة عرض جنوبيًا ، ثم يتوسع ويمتد جنوبًا إلى الحدود الأرجنتينية. الجزء الشمالي من كورديليرا أورينتال، كورديليرا ريال، عبارة عن سلسلة رائعة من جبال الجرانيت المغطاة بالثلوج. تتجاوز بعض هذه القمم 6000 مترًا (19685 قدمًا) واثنان - إليماني 6424 مترًا (21.076 قدمًا)، والتي تطل على مدينة لاباز، وإيلامبو 6424 مترًا (21.076 قدمًا) - بها أنهار جليدية كبيرة على منحدراتها العليا. جنوب خط العرض 17 الجنوبي، يتغير النطاق الطابع. تسمى هنا كورديليرا سنترال، الأرض عبارة عن كتلة كبيرة من القشرة الأرضية التي تم رفعها وإمالتها شرقاً. ترتفع الحافة الغربية لهذه الكتلة في سلسلة من المنحدرات من ألتيبلانو. العمود الفقري للكورديليرا هو سهل مرتفع متدحرج، بارتفاعات من 4200 م (13.780 قدمًا) إلى 4400 م (14،436 قدمًا)، تتخللها قمم عالية متباعدة بشكل غير منتظم. هذه المنطقة مرتفعة جدًا بحيث لا يمكن استغلالها في الرعي التجاري على نطاق واسع، وقد اشتق اسم هذه المنطقة من نوع الغطاء النباتي السائد، البونا.

## الوديان
يُعرف الجناح الشمالي الشرقي من كورديليرا باسم يونغاس، من كلمة أيمارا وكيتشوا يونكا وتعني  « الوادي الدافئ ». [بحاجة لمصدر] تقدم بعضًا من أروع المناظر الطبيعية في بوليفيا.  هطول الأمطار غزير، والنباتات المورقة تتشبث بجوانب وديان الأنهار الضيقة.  تعد الأرض من أكثر الأراضي خصوبة في بوليفيا، لكن سوء النقل أعاق تنميتها الزراعية. حاولت الحكومة بناء خط سكة حديد عبر نهر يونغاس في عام 1917 لربط لاباز بالأراضي الشرقية المنخفضة. ومع ذلك، تم التخلي عن خط السكة الحديد بعد اكتمال 150 كيلومترًا فقط.
تنحدر المنحدرات الشرقية لكورديليرا سنترال تدريجياً في سلسلة من التلال والسلاسل الشمالية الجنوبية المعقدة. الأنهار التي تصب في الشرق، تقطع وديان ضيقة طويلة، هذه الوديان والأحواض بين النطاقات هي مناطق مواتية للمحاصيل والاستيطان. تملأ التربة الغرينية الغنية المناطق المنخفضة، لكن التعرية أعقبت إزالة الغطاء النباتي في بعض الأماكن. تتراوح طوابق الوادي من 2000 إلى 3000 متر فوق مستوى سطح البحر، وهذا الارتفاع المنخفض يعني درجات حرارة أكثر اعتدالًا من تلك الموجودة في ألتيبلانو. تقع مدن سوكري وكوتشابامبا والمنطقة العليا من مقاطعة تاريخا في أحواض هذه المنطقة الشاسعة.